# Raión de Olénino
El raión de Olénino (ruso: Оле́нинский райо́н) es un distrito administrativo (raión) ruso perteneciente a la óblast de Tver. Su forma de autogobierno local es desde 2019 la de ókrug municipal (Оле́нинский муниципальный округ), albergando su territorio un único ayuntamiento con sede en la capital distrital homónima. Se ubica en el suroeste de la óblast.
En 2021, el raión tenía una población de 11 784 habitantes, de los cuales 4704 vivían en el asentamiento de tipo urbano de Olénino. Los otros siete mil habitantes se repartían en 338 localidades rurales, de las cuales las más pobladas son Mirni (de unos mil trescientos habitantes), Molodoi Tud (de unos setecientos habitantes) y Glazki (de unos trescientos habitantes).
El raión es limítrofe al sureste con la vecina óblast de Smolensk.